# Parque nacional Lago Puelo
El parque nacional Lago Puelo (estrictamente parque y reserva nacional Lago Puelo) se encuentra ubicado en el noroeste de la provincia del Chubut en Argentina. Posee 27 674 ha y debe su nombre al lago homónimo. Forma parte de la reserva de biosfera andino norpatagónica desde 2007.

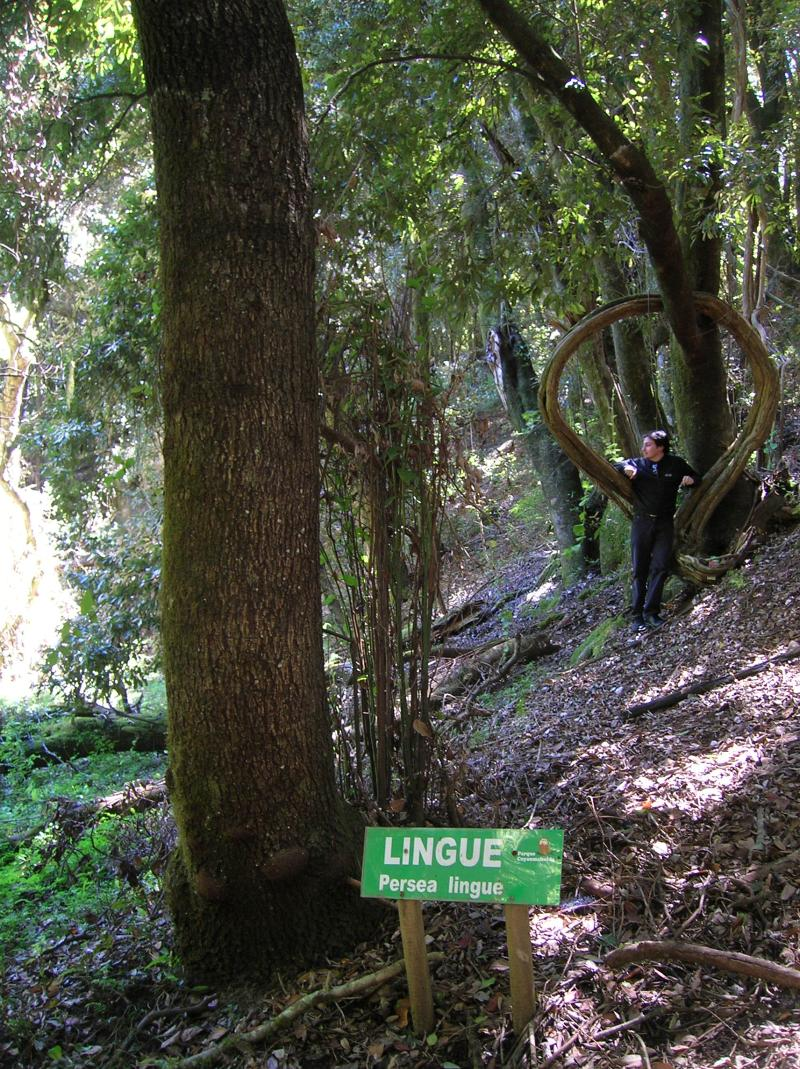
El lingue.

La superficie del parque nacional Lago Puelo se subdivide en dos áreas de manejo: parque nacional con 18 100 ha, y el área protegida con recursos manejados con 5600 ha dividida en dos reservas nacionales denominadas Zona Turbio y Zona Norte. El decreto n.° 2149/90 del 10 de octubre de 1990 designó a 2 sectores de la primera área como reserva natural estricta.

## Historia previa
El decreto n.º 105 433 de 11 de mayo de 1937 del presidente Agustín Pedro Justo declaró reservas nacionales con destino a parques nacionales a 4 territorios de la Patagonia, entre las cuales estaba la reserva nacional de Los Alerces en el Territorio Nacional del Chubut y su anexo situado a unos 115 km al norte en el lago Puelo.

Art. 2.°- Fíjanse como límites de estas reservas: (...) b) Para la reserva nacional de Los Alerces (...) Como anexo a este parque se reserva la superficie comprendida por la mitad sur del lote 8, legua sudoeste del lote 7; lote 13; mitad oeste del lote 14; legua noroeste del lote 17 y mitad norte del 18, fracción A; sección J III del territorio del Chubut.

El decreto ley n.º 9504 de 28 de abril de 1945 de Edelmiro Julián Farrell transformó la reserva nacional en parque nacional Los Alerces incluyendo al Anexo Puelo.

ARTICULO 7. - Decláranse parques nacionales a las Reservas Lanín, Los Alerces, Perito Francisco P. Moreno, Los Glaciares, con los límites establecidos para las zonas reservadas con tal fin por el Decreto 105.433 del 11 de mayo de 1937, y las modificaciones introducidas por los Decretos 125, 596 del 18 de febrero de 1938, 94.284 del 25 de junio de 1941, 118.660 del 30 de abril de 1942 y el 129.433 del 2 de setiembre de 1942.

Por ser una norma de un gobierno de facto el decreto ley fue ratificado por ley n.º 13895, sancionada el 30 de septiembre de 1949.

## Creación y legislación
La ley n.º 19292, sancionada y promulgada el 11 de octubre de 1971, separó el Anexo Puelo y lo convirtió en el parque nacional Lago Puelo. y Puelo Zona Norte.

Artículo 1°.- Decláranse Parque Nacional las superficies comprendidas dentro de límites que más adelante se expresan y de acuerdo a la siguiente denominación: (...) 5 - Parque Nacional Lago Puelo (...)
 Art. 2°.- Decláranse Reserva Nacional las superficies comprendidas dentro de los límites que más adelante se expresan y de acuerdo a la siguiente denominación: (...)7 - Reserva Nacional Puelo, zona Turbio. 8 - Reserva Nacional Puelo, zona Norte (...) 
 Art. 3°.- Los límites de los Parques Nacionales a que se refiere el artículo primero son: (...) 5. - PARQUE NACIONAL LAGO PUELO: Partiendo de la margen noroeste del brazo oeste del lago Puelo en el límite internacional con la República de Chile, el límite de este Parque seguirá por la margen norte del citado lago hasta llegar a la cabecera nordeste del mismo. Desde aquí continúa con una línea con rumbo nordeste hasta encontrar el límite este, o su prolongación al norte de la legua "d" del lote número "7", fracción A de la sección J III de la provincia del Chubut. Desde aquí con rumbo sur limitando con parte de la Colonia Epuyen, cruzando el brazo Epuyen del lago Puelo hasta llegar al esquinero sudeste de la legua noroeste del lote 17 de la sección J III. Desde aquí con rumbo oeste y por el límite Sur de la legua noroeste del citado lote 17, hasta encontrar la margen izquierda del río Derrumbe o Pedregoso. De aquí seguirá por la margen izquierda del citado río hasta su desembocadura en el lago Puelo. Desde este punto el límite continúa por la margen sudoeste del lago Puelo hasta la desembocadura del río de Las Agujas en el mismo. Desde aquí continúa por la margen derecha del río de Las Agujas hasta sus nacientes y encontrar el esquinero común a los lotes 12 y 13 de la sección J III de la provincia del Chubut, en el límite internacional con la República de Chile.

Art. 4°.- Los límites de las Reservas Nacionales a que se refiere el artículo segundo son:
7. - RESERVA NACIONAL PUELO -ZONA TURBIO- Partiendo del esquinero común a los lotes 12 y 13 de la sección J III de la Provincia del Chubut, en el límite internacional con la República de Chile, continúa con rumbo sureste por la margen izquierda del río Las Agujas hasta su desembocadura en el lago Puelo. De aquí continúa por la margen suroeste del lago Puelo hasta encontrar la desembocadura del río Derrumbe o Pedregoso. Desde este lugar, por la margen izquierda del citado río, y con rumbo sureste hasta encontrar el límite sur de la legua noroeste del lote 17. Desde este punto con rumbo oeste por el límite sur de la mitad norte del lote 18 de la sección J III hasta encontrar el esquinero del lote 19. De aquí con rumbo norte por los límites este de los lotes 19 y 12, hasta encontrar el esquinero de los lotes 12 y 13, punto de arranque de la presente descripción.
 8. - RESERVA NACIONAL PUELO -ZONA NORTE- Arrancando en el límite internacional con la República de Chile, el límite norte de esta Reserva Nacional lo constituye una línea oeste este que divide el lote 8 de la sección J III en mitad norte y mitad sur; el lado norte de los lotes 57, 58 y 59 de la Colonia Epuyen hasta encontrar el límite este o su prolongación al norte de la legua d del lote 7, fracción A, de la sección J III. Desde aquí por una línea con rumbo sudoeste hasta encontrar el punto más nordeste de la margen del lago Puelo. Desde aquí por la costa norte del citado lago hacia el oeste hasta encontrar el límite internacional con la República de Chile y el límite oeste lo constituye el límite internacional con la República de Chile, hasta la divisoria en mitades del lote 8 de la sección J III, punto de arranque de la presente descripción.

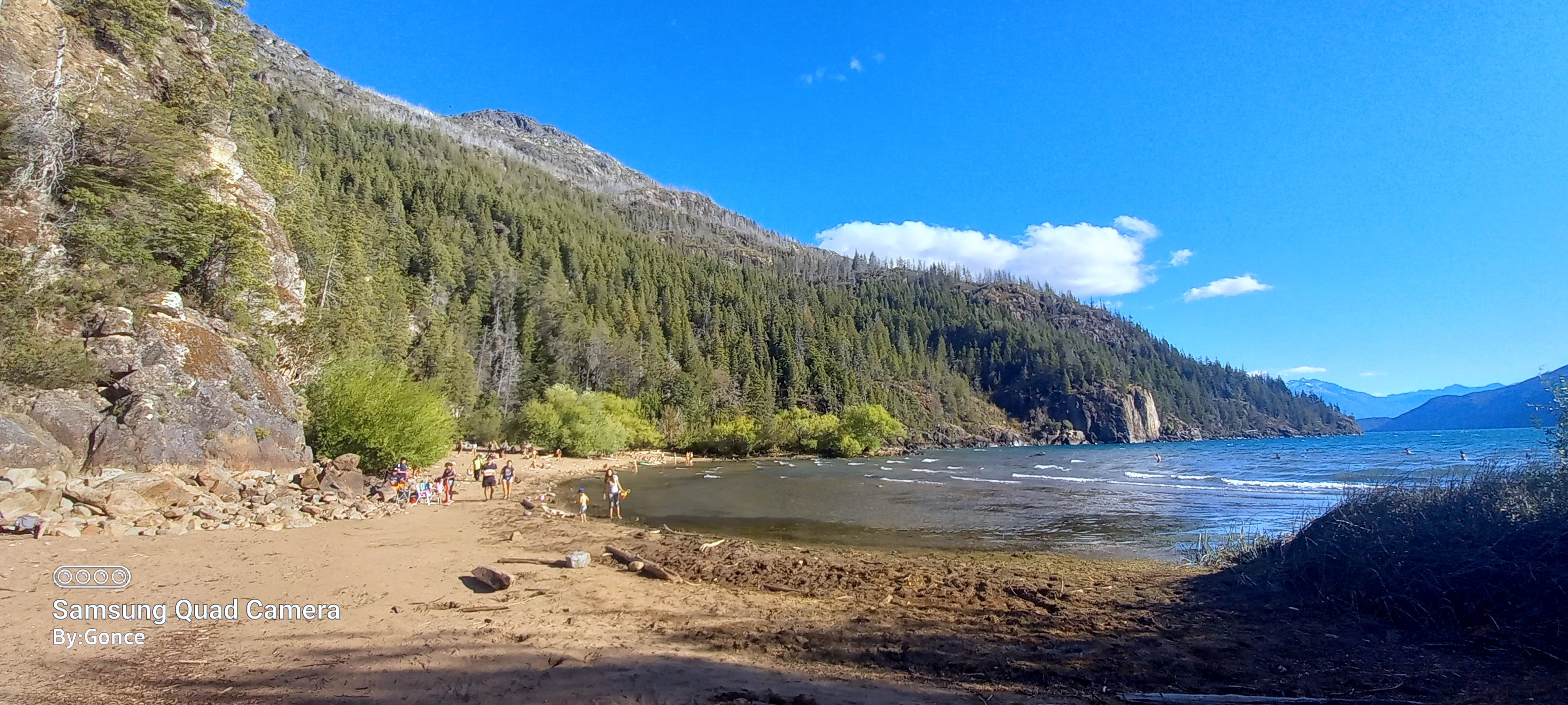
Vista de La Playita franqueada por imponentes paredes de cerros.

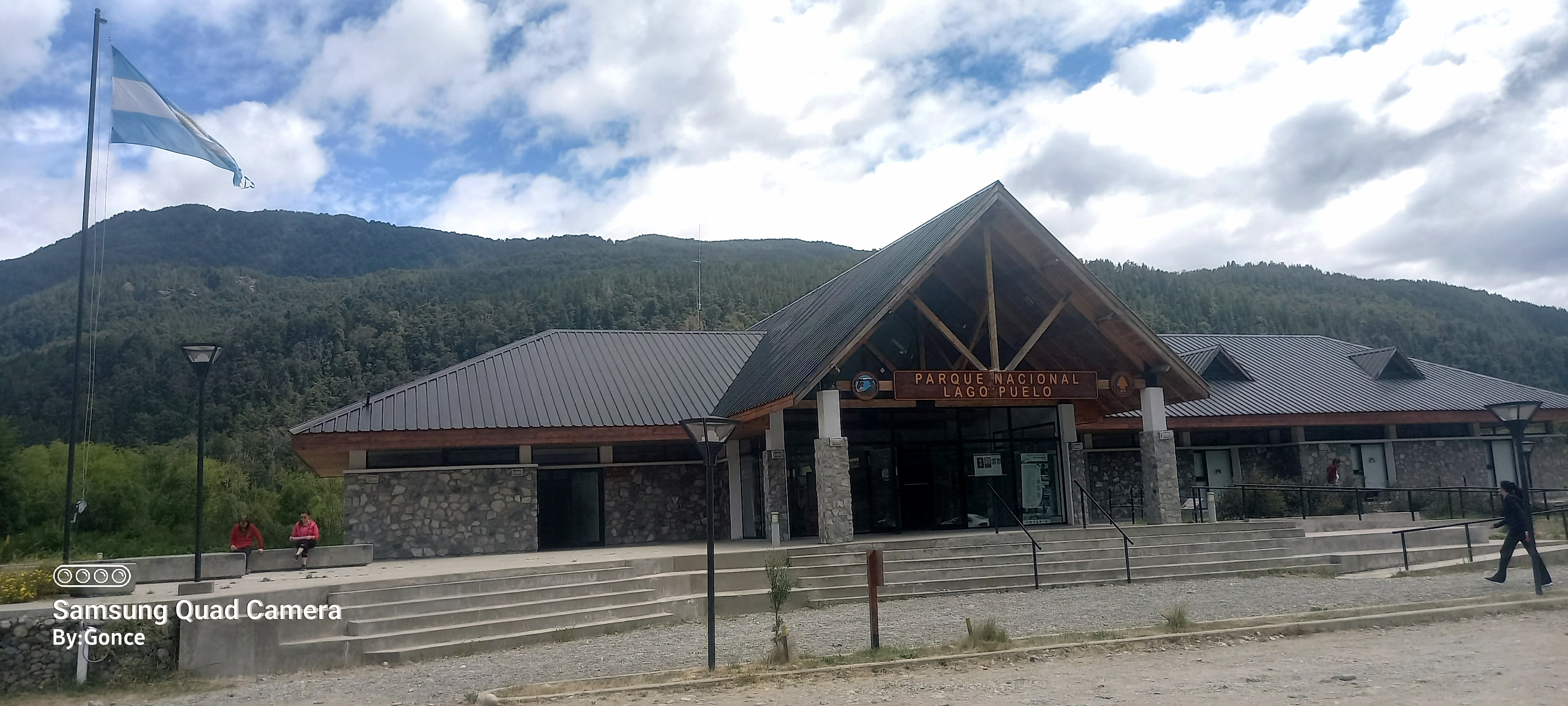
Centro interpretativo del parque en su acceso.

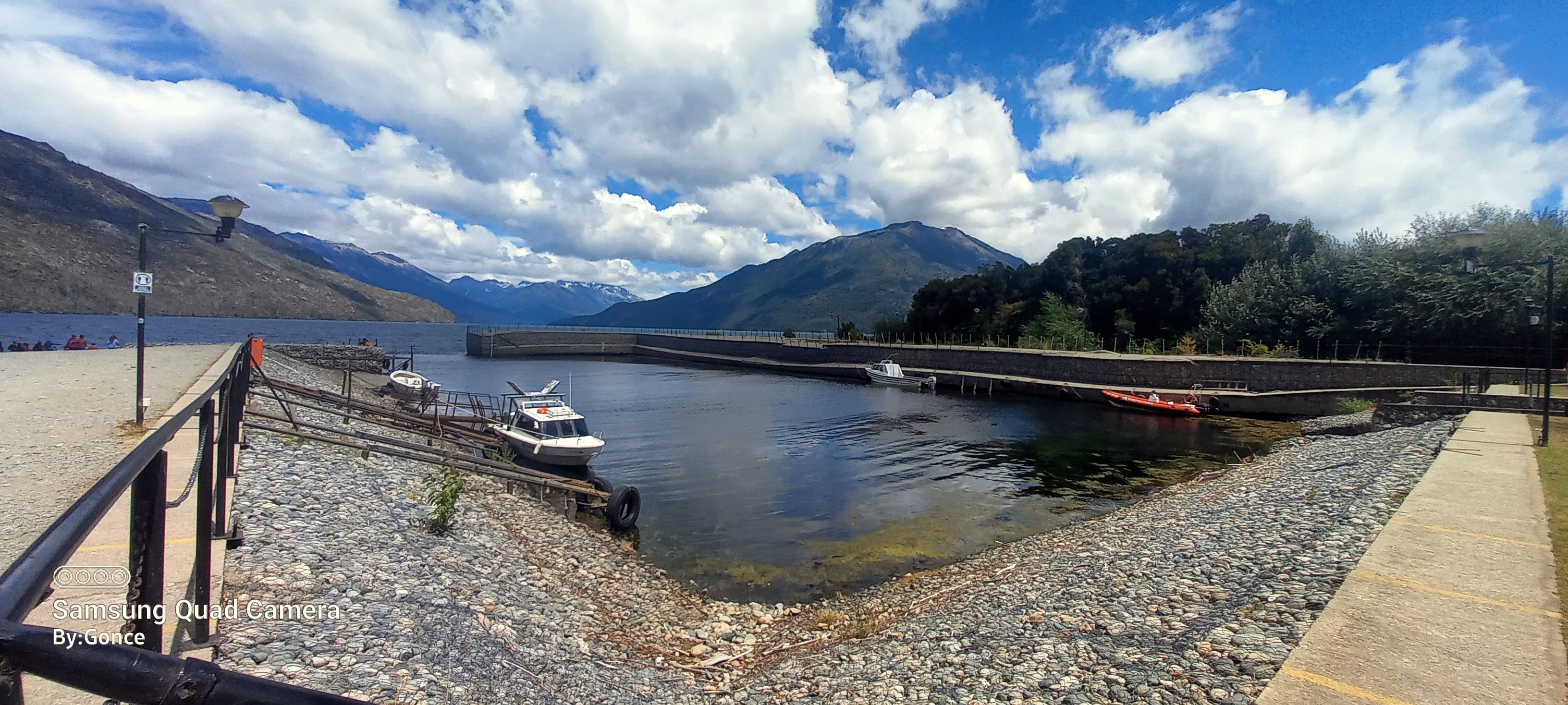
Puerto de uso de embarcaciones turísticas y para prefectura naval.

La ley n.º 22351 sancionada y promulgada el 4 de noviembre de 1980, incorporó a su régimen al parque nacional y sus reservas:

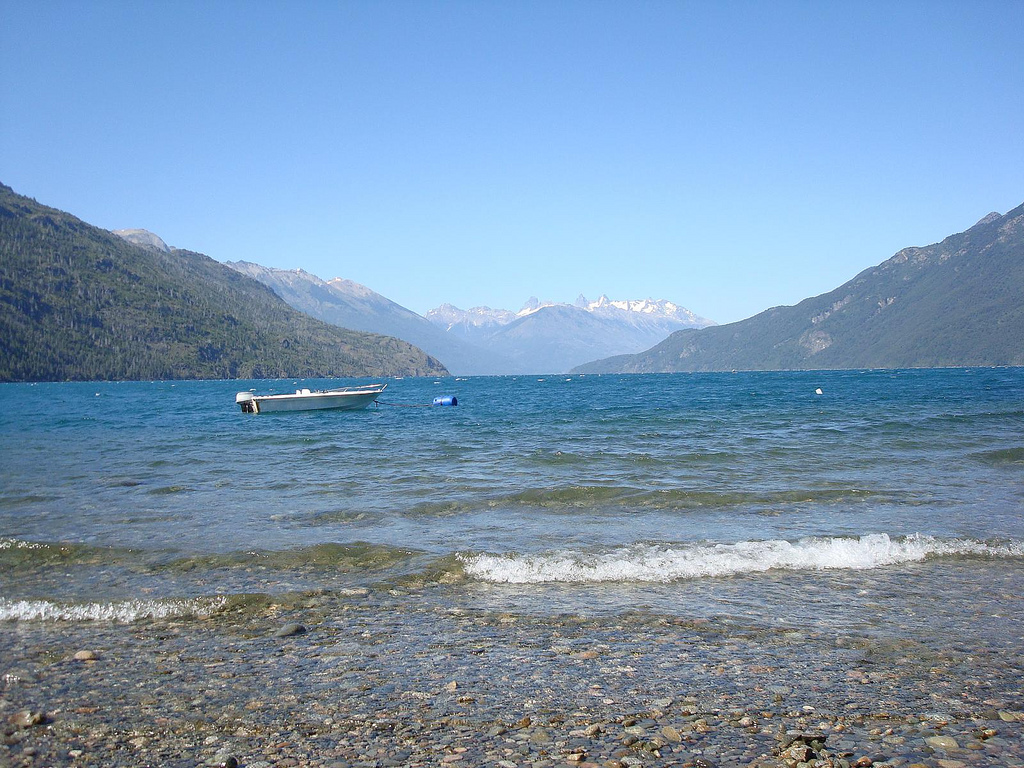
El lago Puelo.

ARTICULO 32. — A los fines de esta ley y en razón de las reservas oportunamente dispuestas por el Estado Nacional o cesión de dominio y jurisdicción de las respectivas provincias, integran a la fecha el sistema de Parques Nacionales, Monumentos Naturales y Reservas Nacionales, sin perjuicio de los que se incorporen en el futuro, los siguientes: (...) 6.- PARQUE NACIONAL LAGO PUELO (Ley 19.292) (...) 
 26.- RESERVA NACIONAL PUELO ZONA TURBIO (Ley 19.292).
 27.- RESERVA NACIONAL PUELO ZONA NORTE (Ley 19.292).

## Geografía
El relieve del parque es montañoso, con lagos de origen glaciar, siendo el más importante el lago Puelo. Los ríos tienen un gran contenido de sedimentos glaciares que confieren un color turquesa y opaco al agua.

## Fauna
La fauna autóctona está representada por el huemul, el pudú, el zorro colorado, el coipo y el puma. En los lagos se encuentran perca, puyén grande y peladilla. Las aves más comunes son el pato vapor volador, la bandurria, el zorzal patagónico, etc.

## Flora
La flora es única  en el país ya que gracias a la conexión trasandina de este valle, a la escasa altitud de las costas del lago Puelo (solo unos 200 m s. n. m.), microclima particular que ello genera, tiene fuertes ingresiones la flora valdiviana. Estas características lo distinguen del resto de los parques nacionales argentinos ubicados en los bosques andino-patagónicos. Las especies más llamativas, características del bosque valdiviano son el tique, el avellano, el ulmo, el lingue, el deu, el voqui blanco, Gaultheria insana, y por flora característica de gran parte del bosque andino patagónico argentino: coisshue, lenga, ciprés de la cordillera, radal y el arrayán.

## Especies introducidas
Entre las especies introducidas a la zona se encuentran la rosa mosqueta, que se ha extendido ampliamente por toda la zona y la trucha, especie que ha hecho desaparecer a otros peces autóctonos.

## Administración
Por resolución n.º 126/2011 de la Administración de Parques Nacionales de 19 de mayo de 2011 se dispuso que parque nacional encuadrara para los fines administrativos en la categoría áreas protegidas de complejidad II, por lo cual tiene a su frente un intendente designado, del que dependen 4 departamentos (Administración; Obras y Mantenimiento; Guardaparques Nacionales; Conservación y Uso Público) y 2 divisiones (Despacho y Mesa de Entradas, Salidas, y Notificaciones; Recursos Humanos y Capacitación). La sede de la intendencia se encuentra dentro del parque nacional.

## Información
En el parque hay zonas en las que se puede observar arte rupestre, que son motivos geométricos de color rojizo hechos sobre piedra. Grupos de pobladores mapuches habitan al este de los límites del parque. Dentro del parque hay residentes permanentes que poseen un permiso especial para tal fin. El parque posee infraestructura para recibir visitantes, se puede acampar, tomar baños, hacer paseos lacustres y pescar. Hay varios senderos para recorrer, de diferente dificultad y duración.

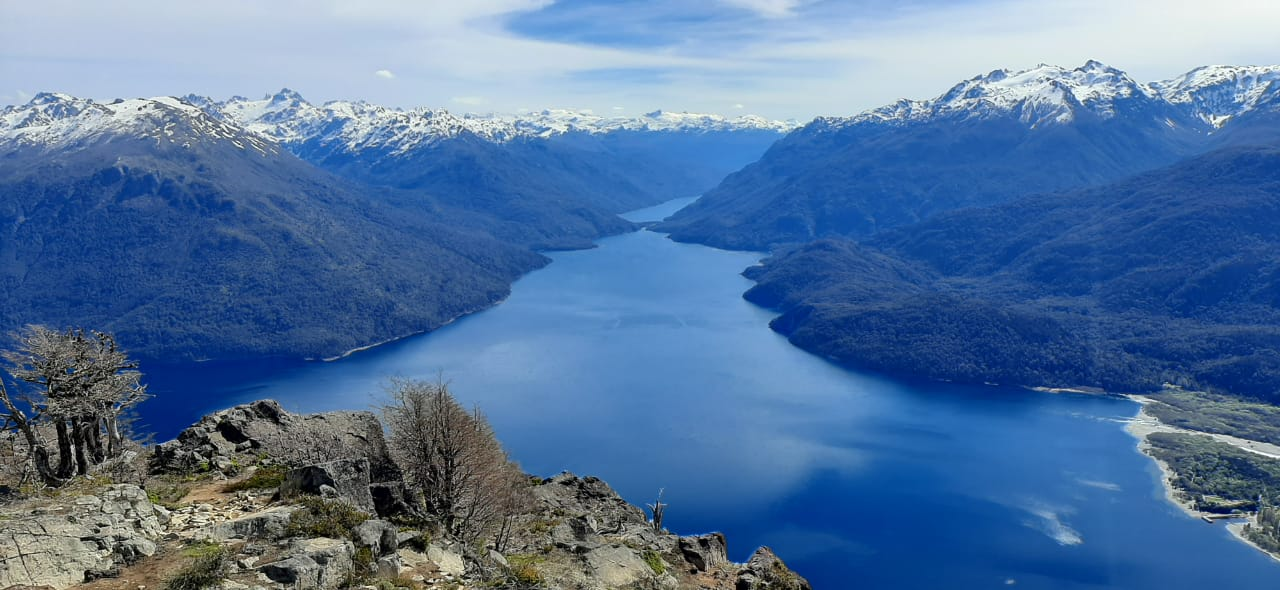
Cumbre Cerro Currumahuida, Lago Puelo, Chubut.
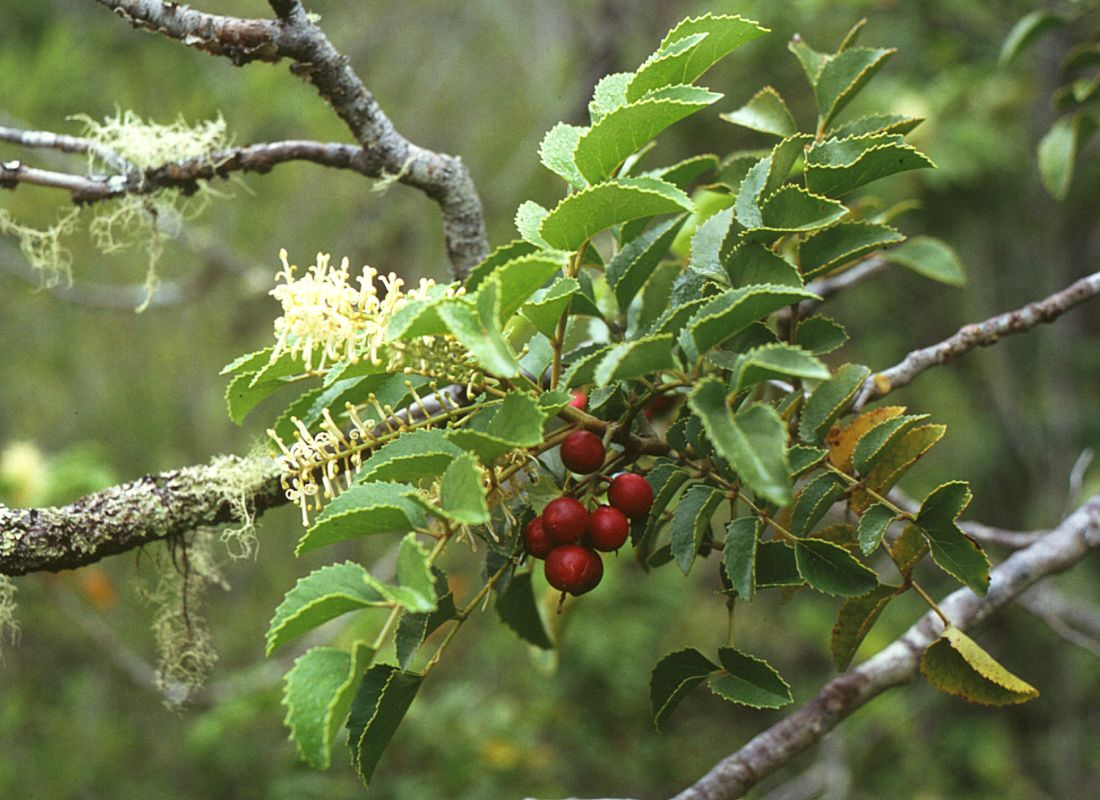
El avellano.
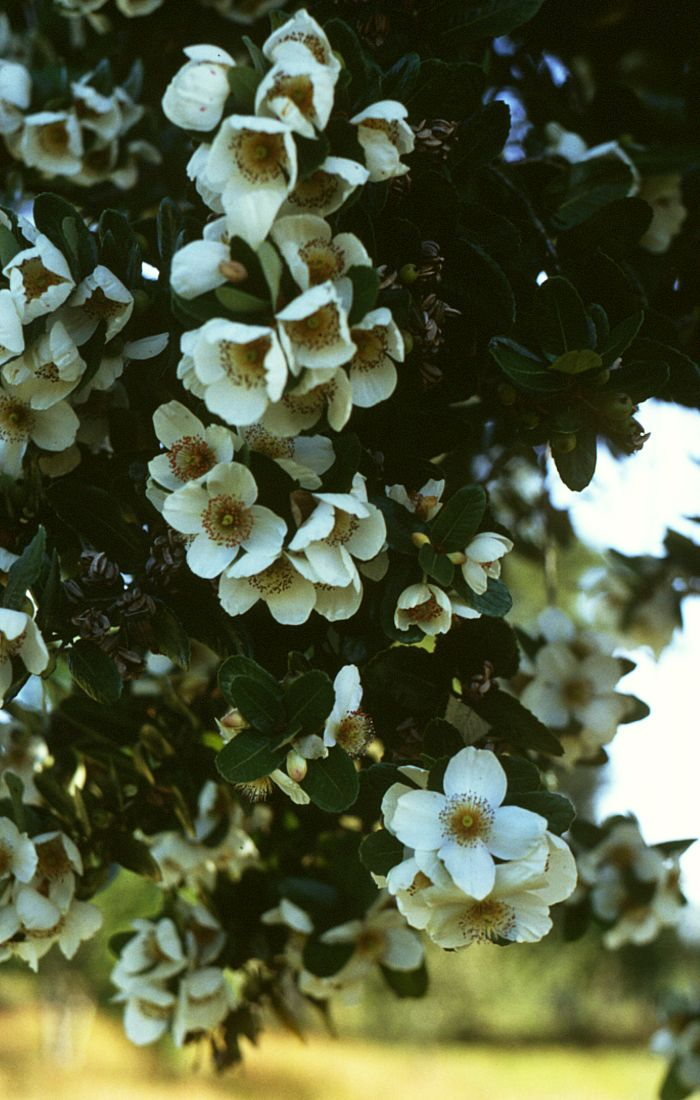
El ulmo.